# جهاز حماية المستهلك (مصر)
جهاز حماية المستهلك هو جهاز حكومي مصري أنشئ طبقا للقانون رقم 67 لسنة 2006 وأعيد تنظيمه طبقا للقانون رقم 181 لسنة 2018، ويتبع رئيس مجلس الوزراء.

## التشريعات المنظمة
- قانون رقم 181 لسنة 2018[1]
  - التعديلات:
    - قانون رقم 20 لسنة 2024[2]

  - اللائحة التنفيذية
    - قرار رئيس مجلس الوزراء رقم 822 لسنة 2019[3]

- قانون رقم 67 لسنة 2006[4]

## اختصاصات الجهاز
- ضبط الأسواق وتحقيق الأمان في كافة المعاملات التجارية
- تنظيم العلاقة بين التاجر والمستهلك
- توفير الحماية الكاملة للمستهلك وإلزام كل تاجر بتطبيق بنود القانون وإلا تعرض كل من يخالفه للعقوبات والغرامات التي أقرها قانون حماية المستهلك.
- صون وحماية المستهلكين وتحقيق مصالح جميع الأطراف في السوق.
- التصدى لأي فساد تجارى يتعرض له المستهلكين مما يحقق مستوى المواصفات القياسية المطلوبة لكل منتج والذي ينمى بدوره مستوى الخدمات و الصناعات المحلية.
- تحقيق مزايا زيادة القدرة التنافسية في مواجهة الأسواق الخارجية
- المساهمة في نمو الاقتصاد القومي
- الزام التجار والمستهلكين بالقانون الذي يعد خطوة حضارية هامة تجاه الارتقاء بمستوى المعاملات التجارية وتحقيق الحماية والأمان للمستهلك والتاجر معا.